# Grande Rue (Grenoble)
Pour les articles homonymes, voir Grande Rue.
La Grande Rue (quelquefois orthographiée, Grande-rue comme le fit Stendhal dans son roman autobiographique Vie de Henry Brulard) est une voie publique de la commune française de Grenoble. Cette voie abrite notamment les maisons natales de nombreuses personnalités historiques, plus particulièrement dans le domaine politique, artistique et religieux.

## Situation et accès

### Situation
Essentiellement commerçante, située dans le quartier Notre-Dame, le quartier ancien et piétonnisé de la ville correspondant à l'intérieur de ce qui fut l'enceinte médiévale. 
La Grande Rue commence place Saint-André et se termine place Grenette par le n°23 (emplacement de la librairie Arthaud), dans le quartier Notre-Dame. 

### Accès
Facilement accessible aux piétons et aux cycles, cette rue, fermée à la circulation des véhicules à moteur, est desservie par les lignes A et B et D du réseau de tramway de l'agglomération grenobloise. La station la plus proche (située à moins de deux cents mètres) se dénomme Hubert Dubedout - Maison du Tourisme.

## Origine du nom
Le terme de « Grande rue » (« rue Grande » ou « Grand rue ») désigne la voie principale ou centrale d'un bourg et historiquement liée à une ancienne voie romaine (Cardo ou Decumanus)

## Historique

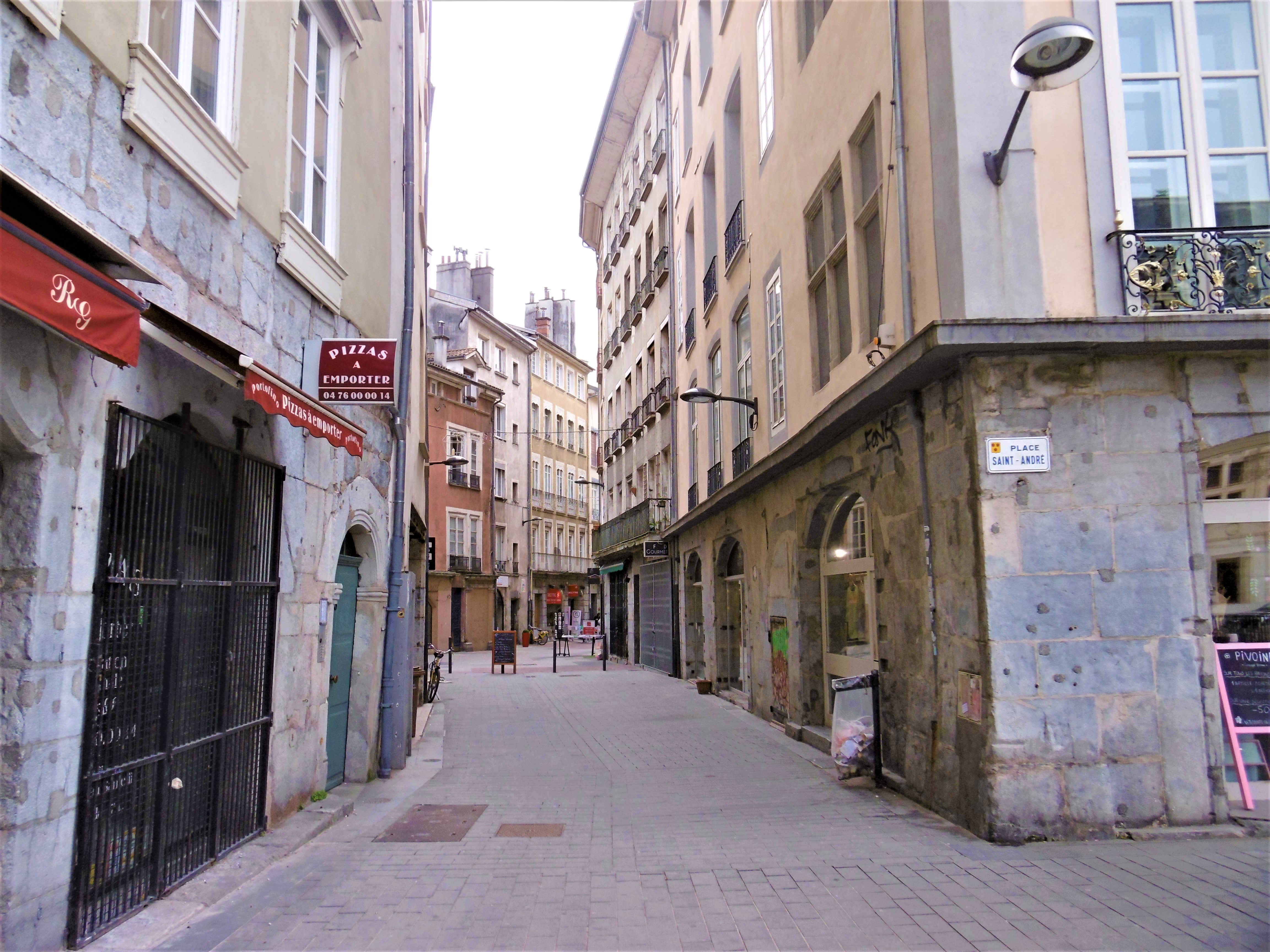
Grande Rue depuis la place Saint-André

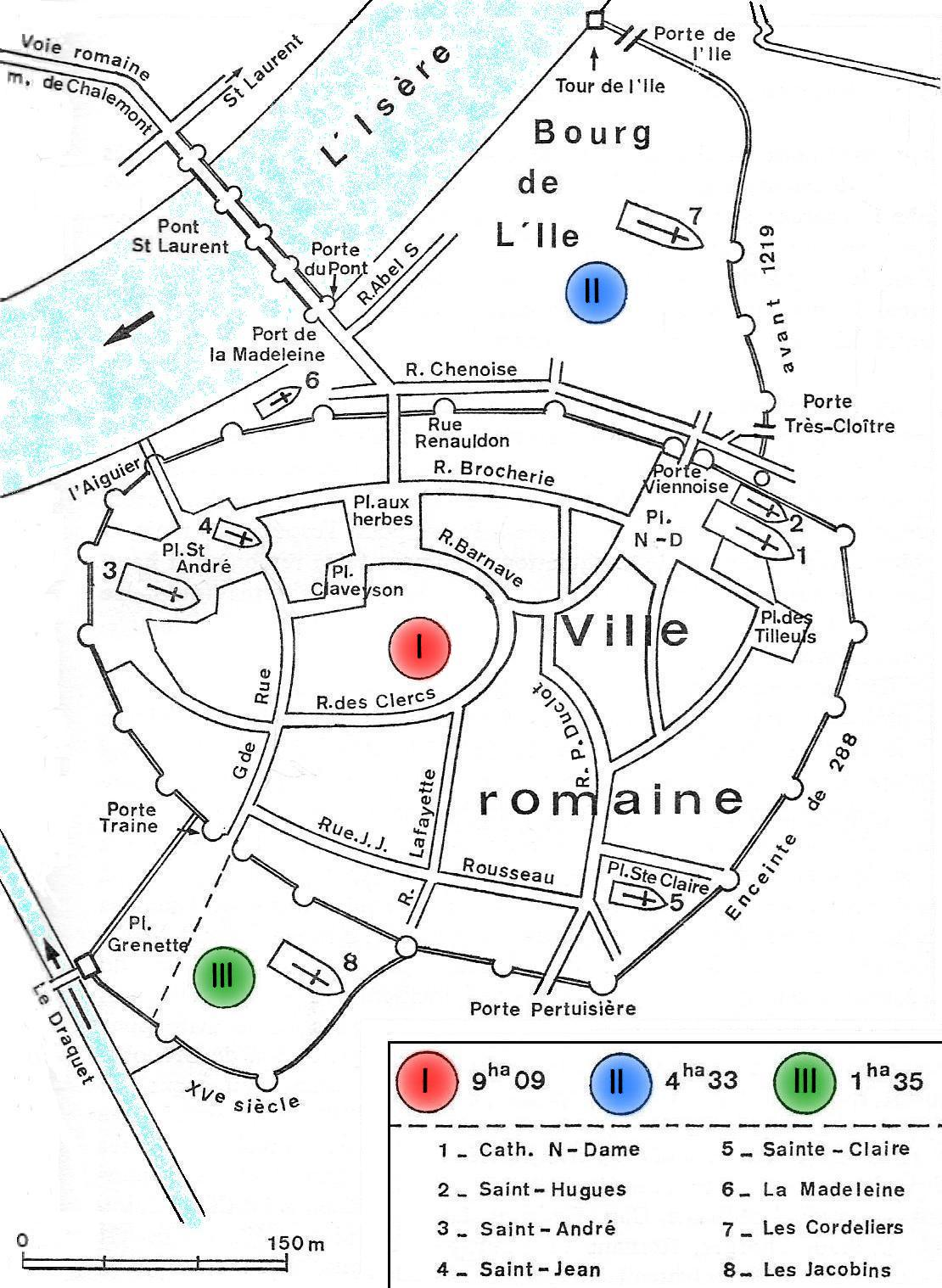
Plan de Grenoble au XIIIe siècle. L'enceinte romaine du IIIe est volontairement représentée dans sa totalité, mais les deux extensions du XIIIe vont faire détruire une partie de celle-ci.

Cette voie, une des plus anciennes de la ville est citée en 1100, mais elle a porté d'autres noms. En 1515, elle se dénommait « rue de Porte-Troyne » ou « rue de Porte-Traine », nom donné à cause de la porte Traine (contraction de « porte romaine ») laquelle était située à l'extrémité de cette rue au niveau de l'actuelle place Grenette (alors dénommé « place du Breuil »). Cette porte monumentale datant de 288 et démolie en 1591.
En 1694, la Grande Rue portait le nom de « rue du Grand-Puits » en raison de la présence d'un puits, situé à l'angle de la Grande-Rue et de la place Claveyson et où tous les habitants du quartier venaient chercher de l'eau.
Avant la Révolution française, la voie s'appelait déjà la Grande Rue mais en 1794 durant une courte période, cette voie prit le nom de « rue de la Génération » mais reprit ensuite son nom pour ne plus en changer.
Selon l'historien local Claude Muller, durant quelques mois de l'année 1895, la Grande Rue porta le nom de « rue du Président Carnot », mais à la suite des protestations de nombreux commerçants, le nom du président de la République assassiné en 1894 fut donnée à une nouvelle voie créée entre la place Sainte-Claire et la place Notre-Dame, à la suite d'un nouveau décret du conseil municipal.
Au début des années 1970, la municipalité prend la décision de transformer une partie du centre ville en zone piétonne dans un quadrilatère formé par la place Grenette, la halle Sainte-Claire, la place Notre-Dame et la place Saint-André et le Jardin de ville.

## Bâtiments remarquables et lieux de mémoire

### Bâtiments remarquables

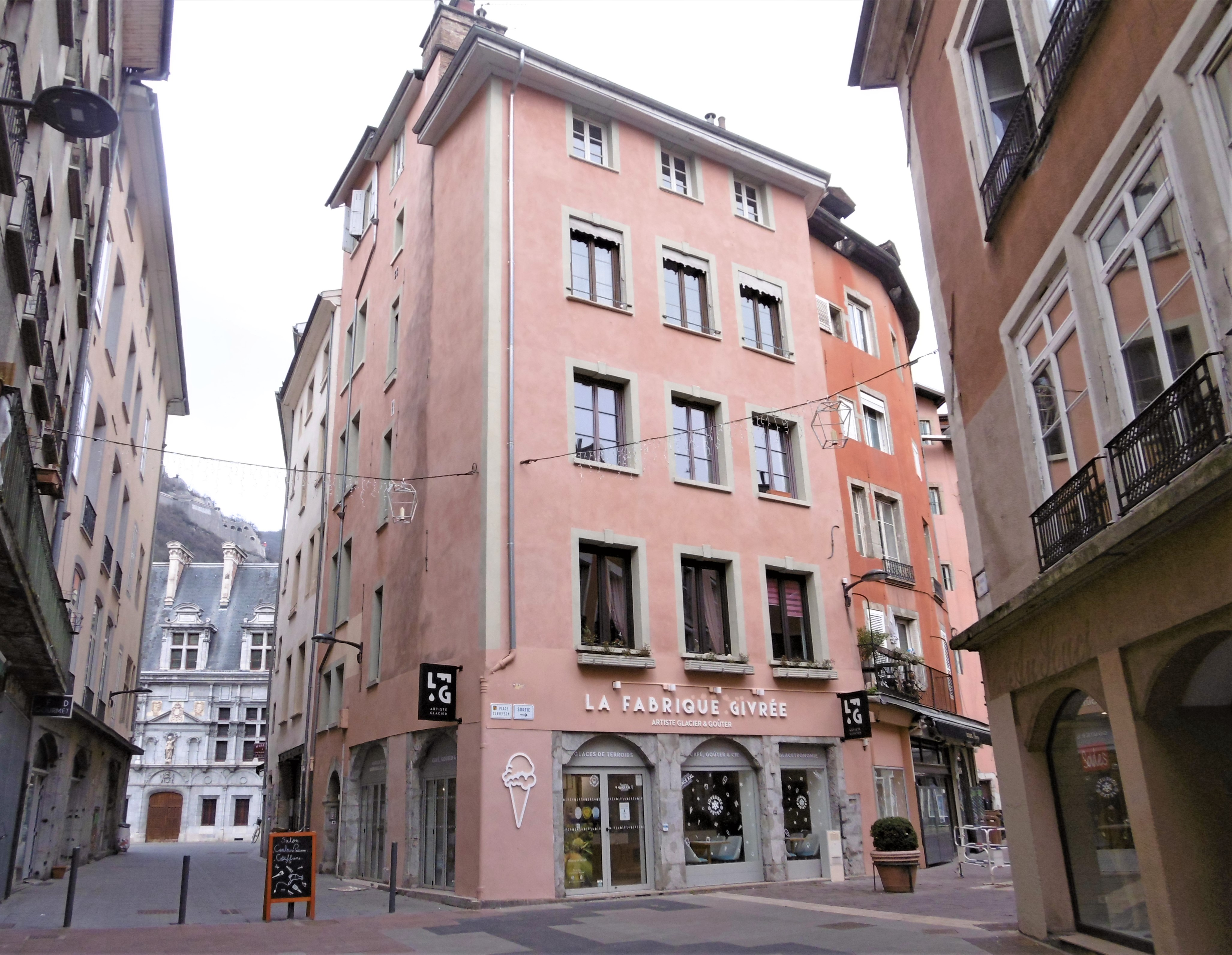
Immeuble situé à l'angle de la Grande Rue (à gauche) et de la Place Claveyson (à droite), le Parlement du Dauphiné et le site de la Bastille en arrière plan. L'entrée de la cour de Chaulnes est située sur le côté gauche.

- La rue commence au niveau du côté sud de la place Saint-André, entre le No 3 et le No 5, face au bâtiment le plus ancien du Parlement du Dauphiné, à l'arrière de la statue Bayard, à l'est de l'immeuble hébergeant le café La Table ronde, situé au No 7, selon les références toponymiques fournies par le site géoportail de l'Institut géographique national[5].
- La place Claveyson, située face au N°4 de la Grande Rue, relie celle-ci à la Place aux herbes et sa halle. La voie romaine qui suivait autrefois la Grande Rue empruntait la place Claveyson, traversait la place aux herbes avant de rejoindre le quartier Saint-Laurent situé sur la rive droite de l'Isère[6].

- La cour de Chaulnes, liée à la famille de Chaulnes, propriétaire du château de Chaulnes à Noyarey et dont un membre Paul de Chaulnes fut évêque de Grenoble, se situe à la hauteur au niveau des No 2 et No 4  de la rue. En empruntant un court passage, le visiteur peut découvrir  Sur la gauche la maison dite de La blachaz, construite en 1622 et face à elle, en face la maison de Calignon et à droite la maison de la famille Benoist-Veyron[7].
- La rue Diodore Raoult, située à peu près au milieu de la Grande Rue, permet un passage direct vers le jardin de ville en passant par la place de Gordes.
- La rue Jean-Jacques-Rousseau est la dernière voie à rejoindre la Grande Rue avant de déboucher sur la place Grenette. C'est dans l'immeuble situé au n°14, à quelques mètres de la Grande Rue que naquit le 23 janvier 1783, l'écrivain français Henri Beyle, plus connu sous le nom de Stendhal[8]. À cette époque elle portait encore son ancien nom de rue des Vieux-Jésuites et changea de nom durant la période révolutionnaire en souvenir de l'écrivain et du philosophe genevois Jean-Jacques Rousseau qui séjourna au  No 2 de la rue lors de son séjour à Grenoble. Dans cette rue, à quelques mètres de l'angle formé avec la Grande Rue, la porte du No 20 est ornée d'un carré Sator, carré magique contenant le palindrome latin SATOR AREPO TENET OPERA ROTAS.
- À la sortie de la rue, en limite de la place Grenette, se situait la Porte Jovia (également dénommé « Porte Traine »), démolie en 1591 au moment de la construction de l'enceinte Lesdiguières. Cet emplacement est indiqué par un des nombreux clous de bronze, parsemant le secteur ancien de la ville et représentant le cheminement de l'enceinte romaine de Grenoble[9].

### Lieux de mémoire

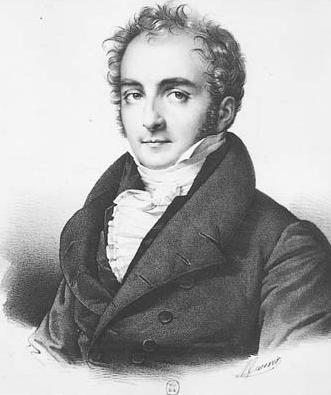
Casimir Périer

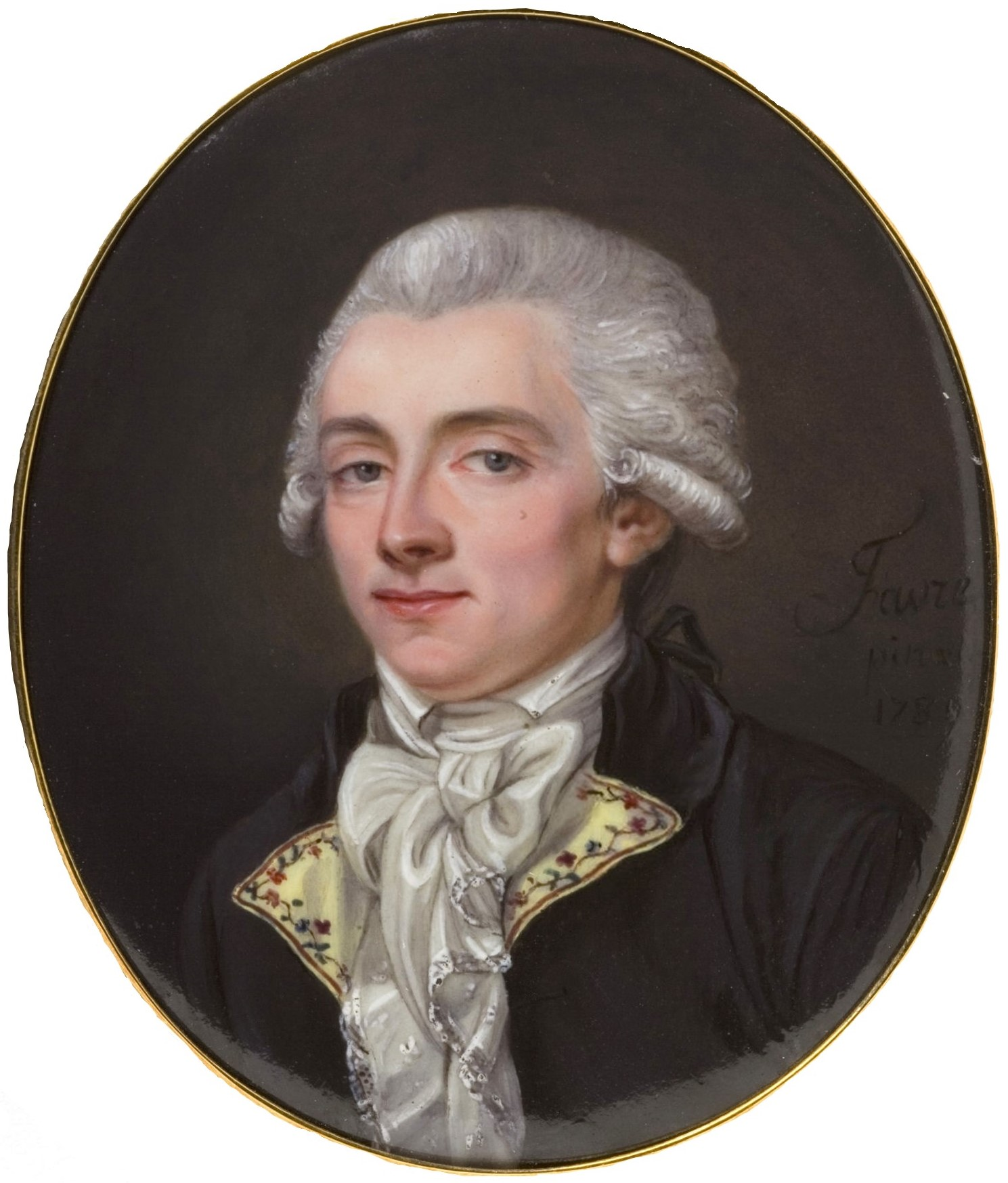
J-J. Mounier

Les numéros indiqués, ci-dessous, correspondent au numérotage de la rue en septembre 2021 et peuvent avoir été différents selon les différentes périodes historiques de la ville de Grenoble :
- No 4 : maison natale de Casimir Périer (né en 1777)[10],[11] Président du Conseil du roi Louis-Philippe entre le 13 mars 1831 et 16 mai 1832, jour où il fut emporté à la suite de l'épidémie de choléra qui toucha la France à cette époque.
 Deux autres plaques apposées sur la façade indiquent que la religieuse Rose Philippine Duchesne (reconnue sainte par l'Église catholique) et le graveur Jean-Étienne Dardelet sont nés à cette même adresse.
- No 6 : maison natale de Jean-Joseph Mounier (né en 1758), député à l'Assemblée constituante et co-auteur de la déclaration des droits de l'Homme et initiateur du serment du jeu de paume[12].
- No 8 : maison natale du peintre Henri Fantin-Latour[13]. Il est né à l'époque où son père Théodore Fantin-Latour étudiait dans l'atelier du peintre d'Histoire Benjamin Rolland (1777-1855) à l'École de dessin de Grenoble.
- No 9 : maison natale (librairie Decitre en 2022) du peintre Ernest Hébert (né en 1817), premier Grand prix de Rome en peinture en 1839[14].
- No 11 : le philosophe catholique français Emmanuel Mounier, à l'origine du courant personnaliste en France a passé l’essentiel de sa jeunesse, au 11 de la Grand Rue. Une plaque en sa mémoire, a été apposée sur la façade de la maison (occupée par une yaourterie en 2022)[15].
- No 13 : maison natale d'Étienne Bonnot de Condillac (né en 1714), prêtre et philosophe, représentant du mouvement empiriste en France. Un arrêt de tramway de l'agglomération grenobloise, sur le campus universitaire de l'Université de Grenoble, porte son nom[16].
- No 14 : maison natale de François-Régis Clet, missionnaire en Chine, reconnu martyr et saint par l'Église catholique, canonisé par Jean-Paul II le 1er octobre 2000[17].
- No 20 : entrée du musée Stendhal, appartement du Dr Gagnon où vécut le jeune Henri Beyle, futur Stendhal, durant son enfance[18]. Le site inscrit aux monuments historiques, depuis le 12 décembre 2000.
- No 23 : entrée principale de la librairie Arthaud, celle-ci abritant en partie la maison Rabot dont la façade est située dans la rue Jean-Jacques-Rousseau, rue perpendiculaire à la Grande Rue.

Les plaques commémoratives visibles sur les façades la Grande Rue de Grenoble
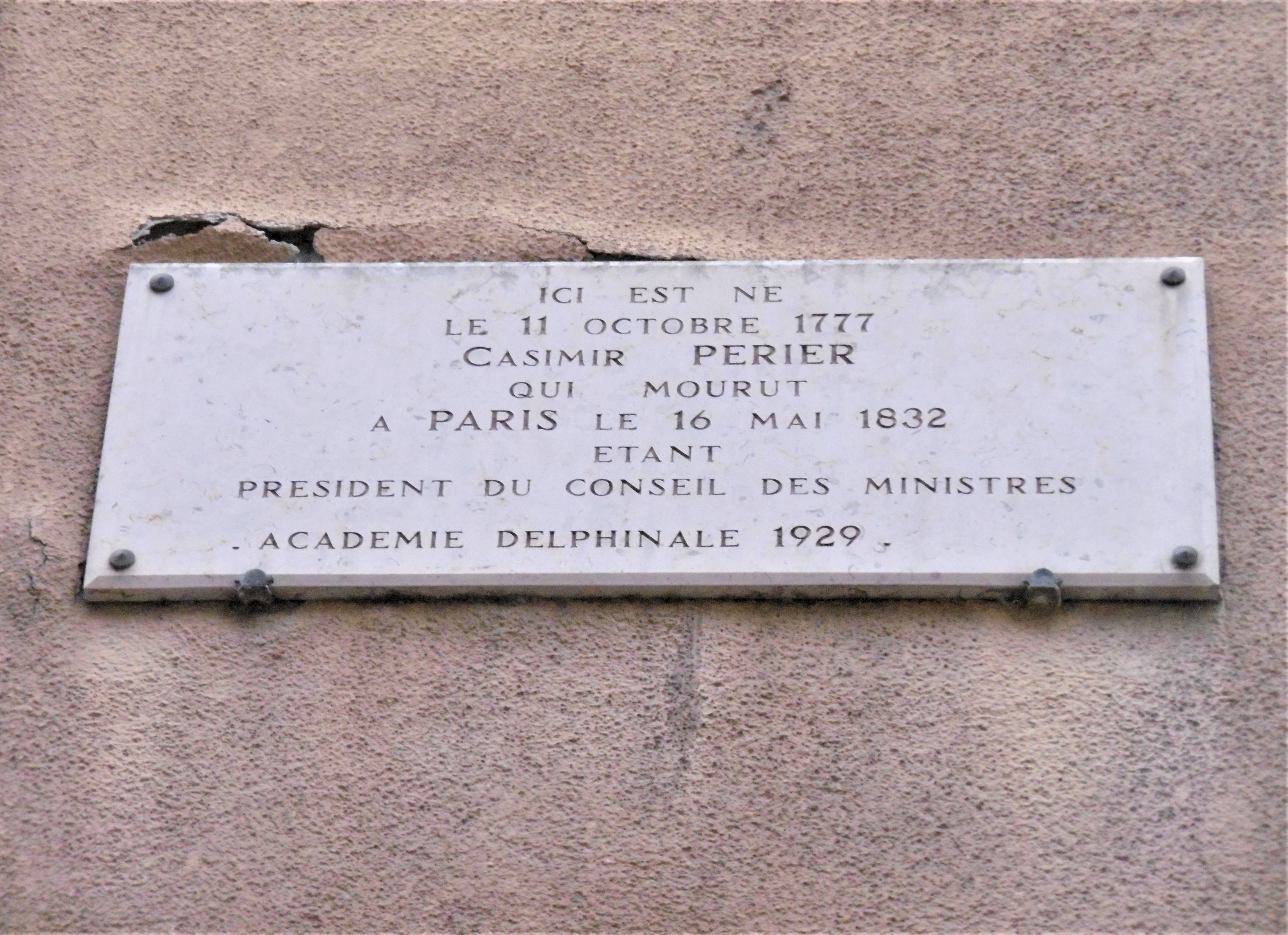
Plaque dédiée à Casimir Périer
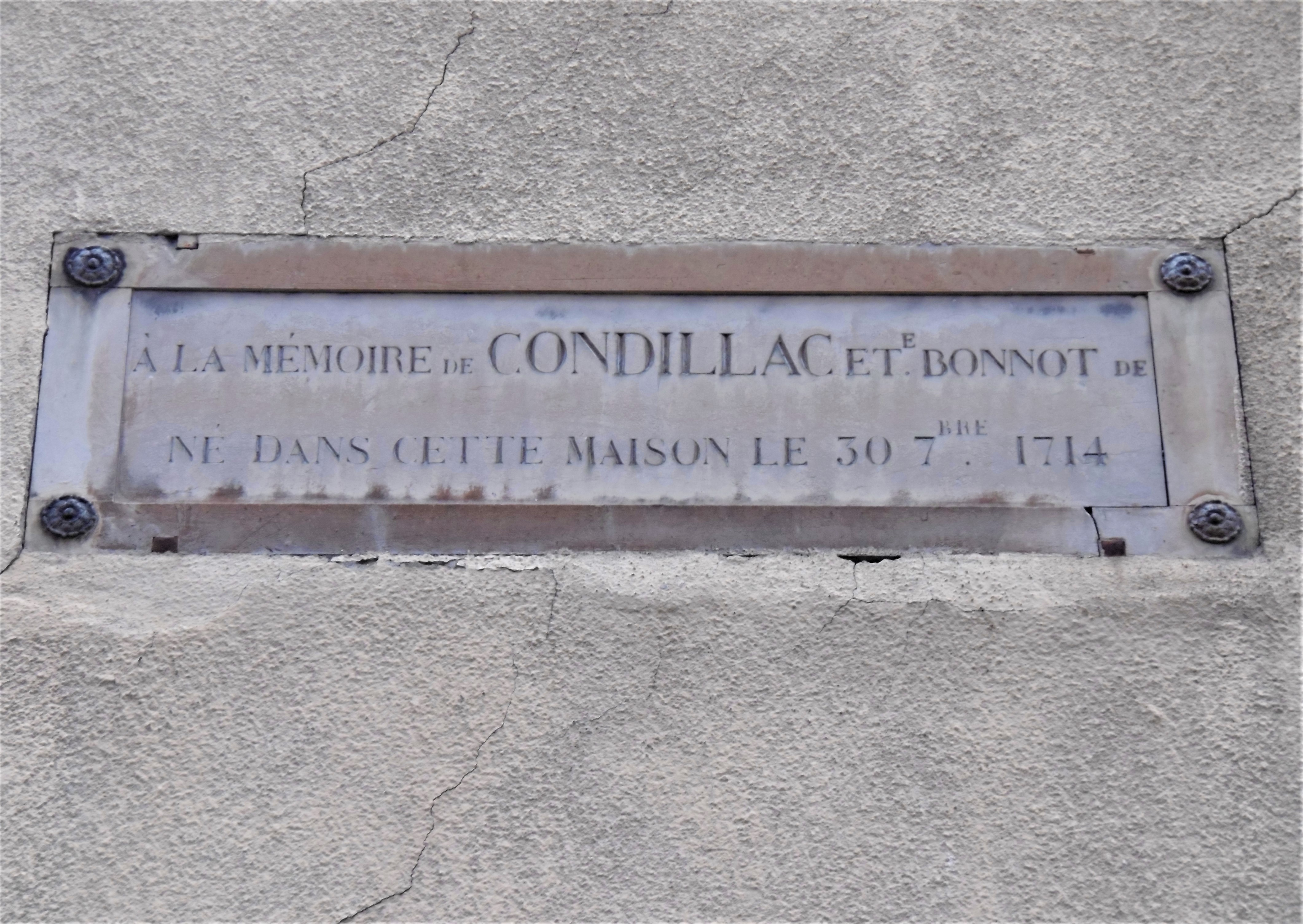
Plaque dédiée à Étienne de Condillac
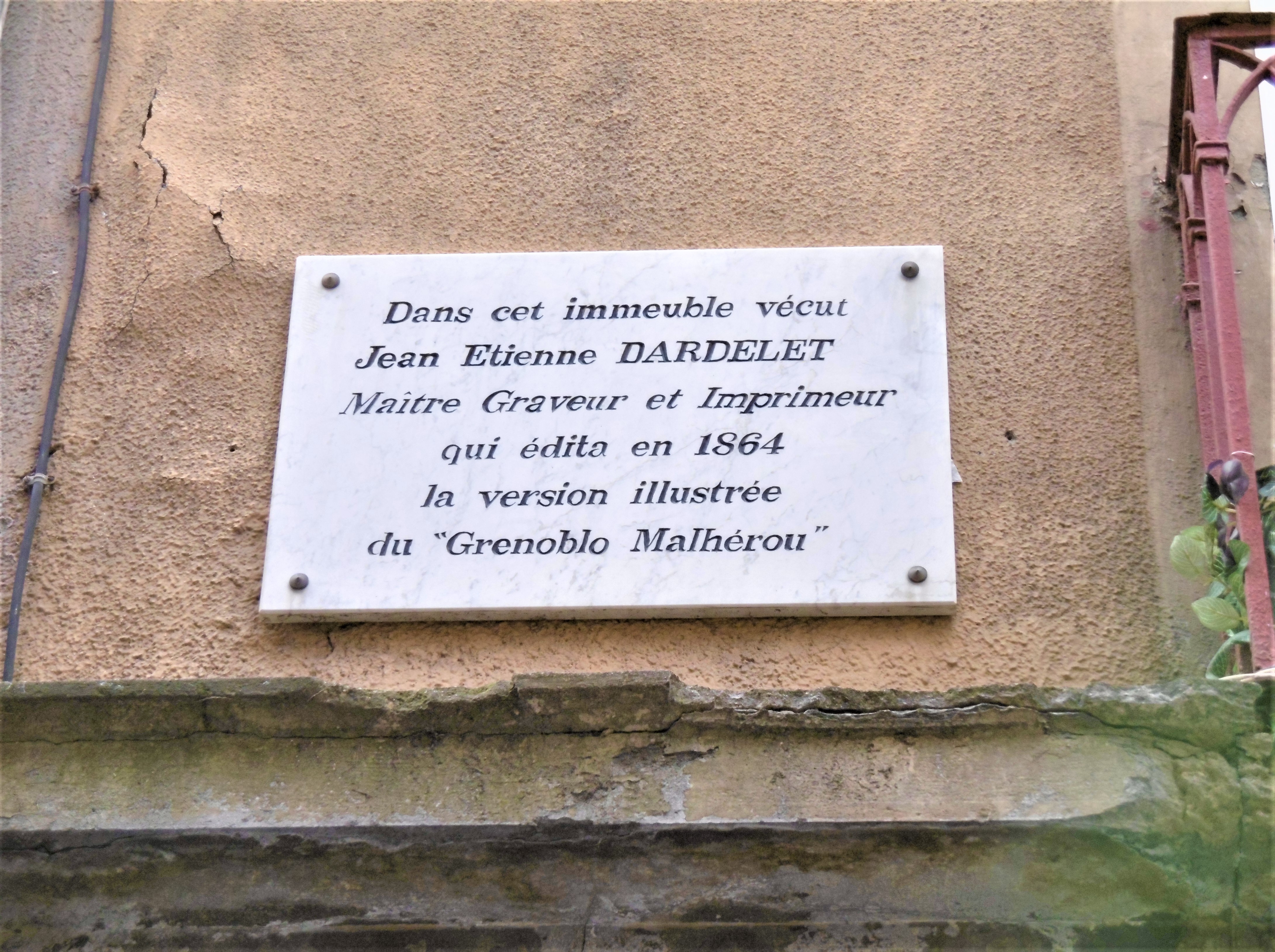
Plaque dédiée à Jean-Étienne Dardelet
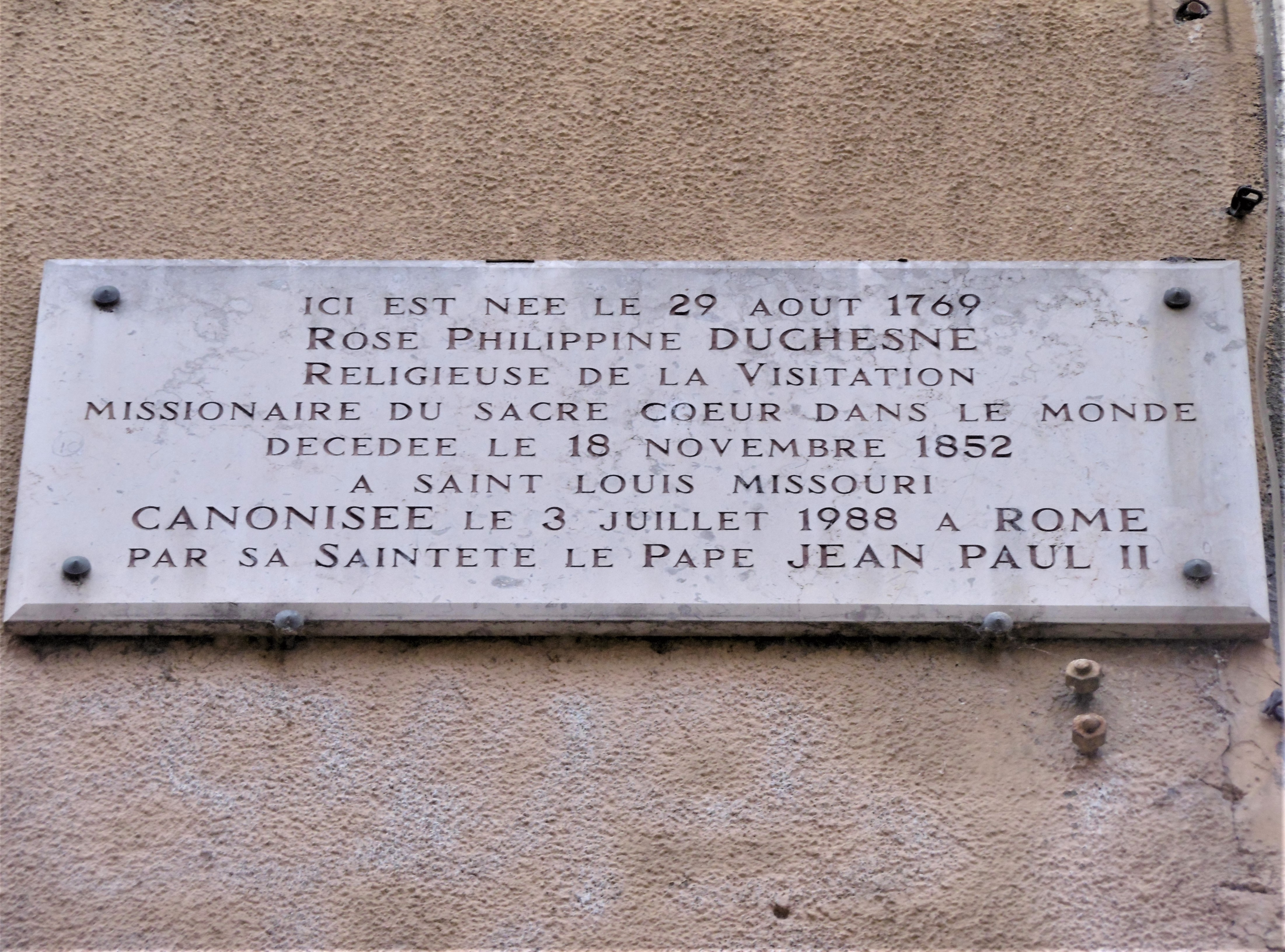
Plaque dédiée à Rose Philippine Duchesne
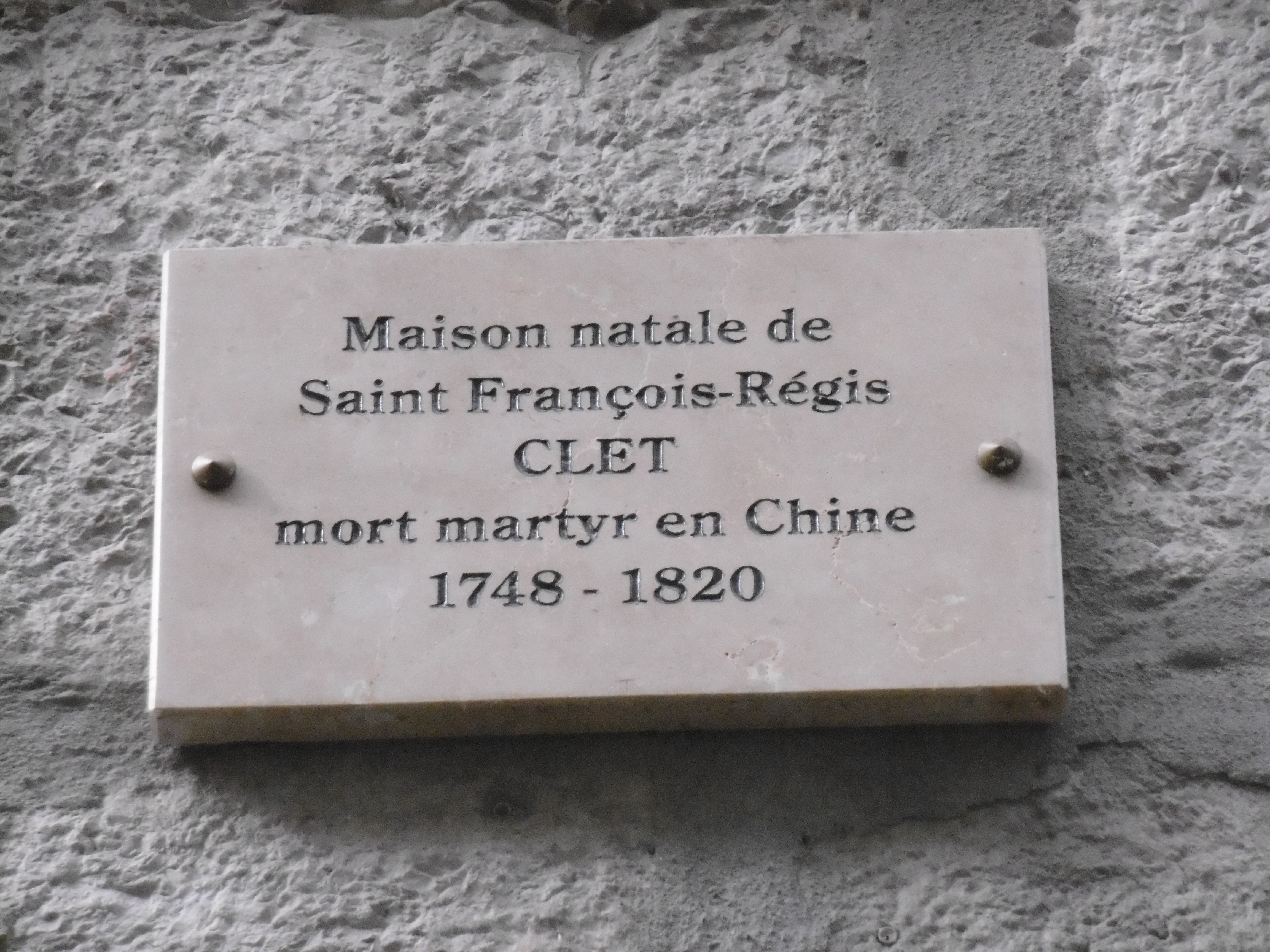
Plaque dédiée à saint François-Régis Clet
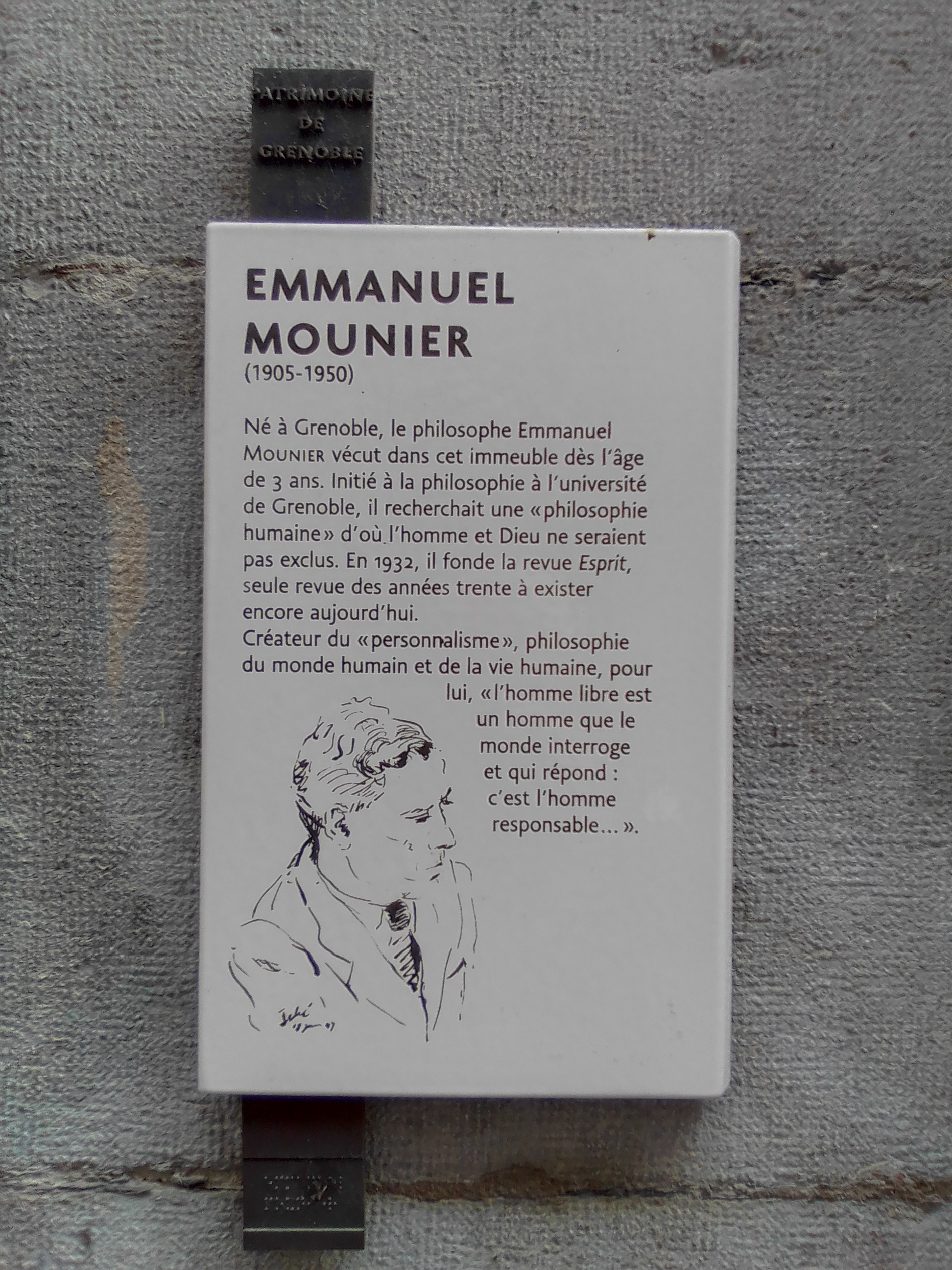
Plaque dédiée à Emmanuel Mounier
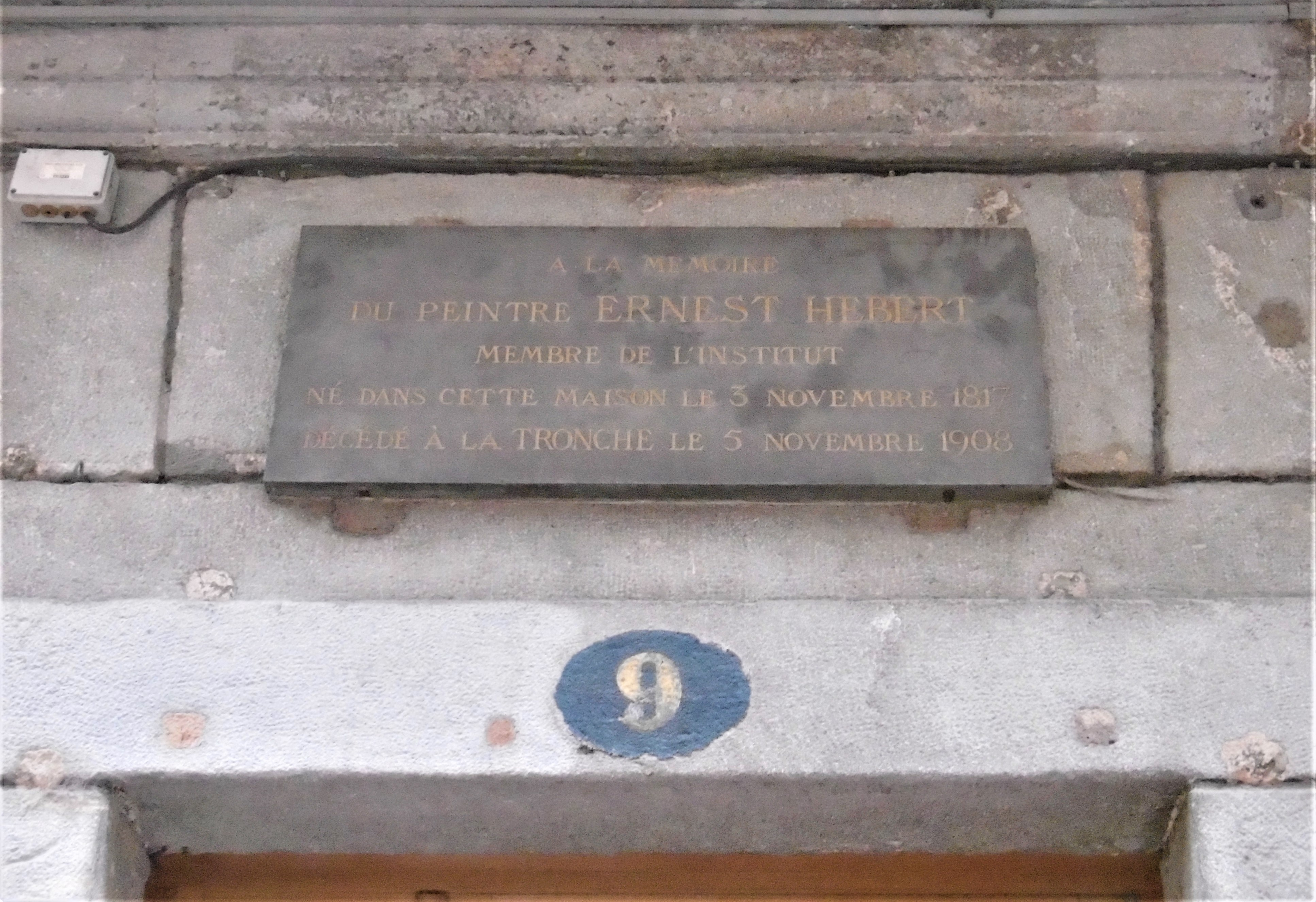
Plaque dédiée à Ernest Hébert
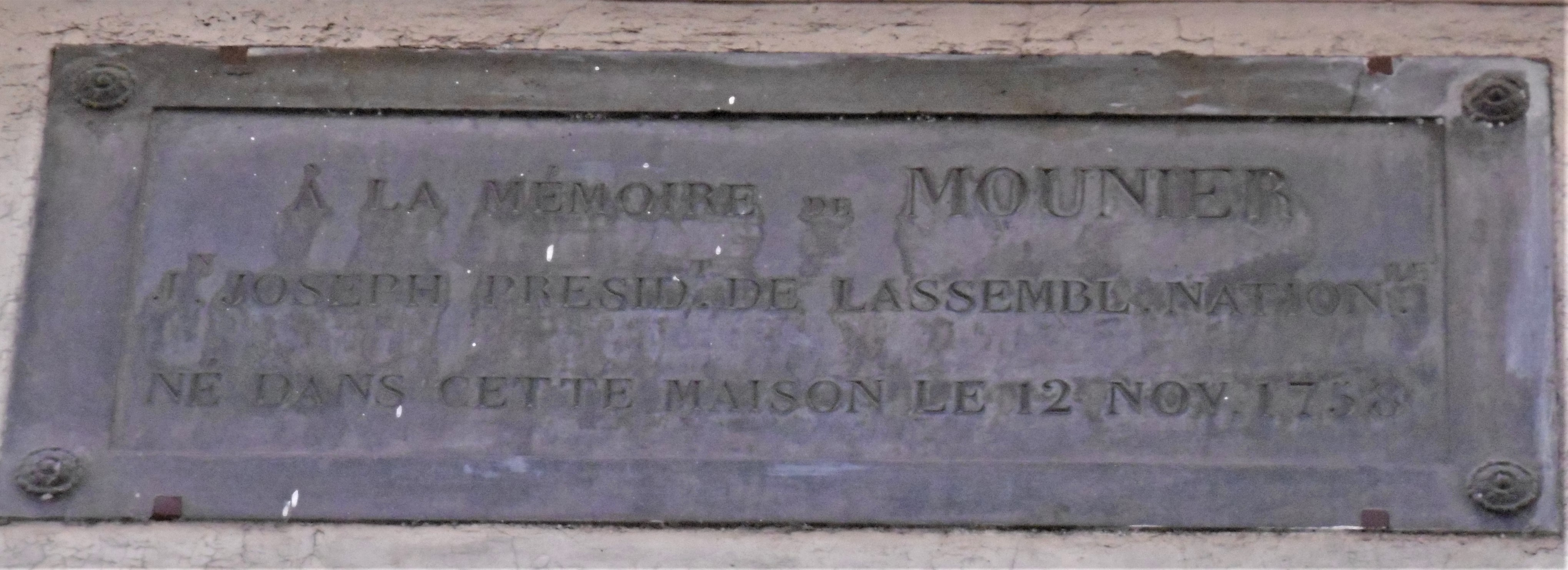
Plaque dédiée à Jean-Joseph Mounier

## Évocations

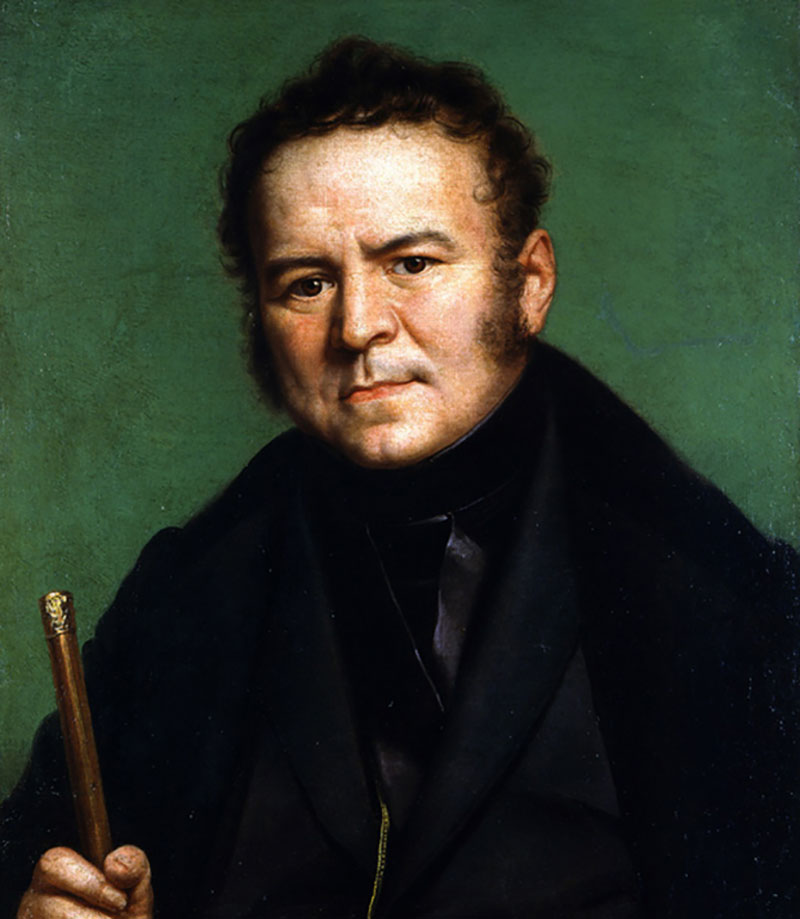
Portrait de Stendhal par Ducis en 1835.

Dans le récit autobiographique inachevée de Stendhal, Vie de Henry Brulard, écrit autour de 1835-1836, l'écrivain évoque la Grande Rue dans le chapitre III :
«  On m’avait ramené à la maison, dont une fenêtre au premier étage donnait sur la Grande-rue, à l’angle de la place Grenette. Je faisais un jardin en coupant ces joncs en morceaux* de deux pouces de long que je plaçais dans l’intervalle entre le balcon et le jet d’eau de la croisée. »

et un peu plus loin dans le récit, mais toujours dans le même chapitre :
« 
Il possédait une vieille maison située dans la plus belle position de la ville, sur la place Grenette, au coin de la Grande-rue, en plein midi et ayant devant elle la plus belle place de la ville, les deux cafés rivaux et le centre de la bonne compagnie. »